# Mihajlo Blažević
Mihajlo Blažević, hrvaški general, * 15. junij 1909, † 11. november 1964.

## Življenjepis
Med aprilsko vojno je bil podčastnik JV. Leta 1941 je vstopil v NOVJ, naslednje leto pa v KPJ. Med vojno je bil poveljnik bataljona, poveljnik 1. kordunaškega odreda in 4. kordunaške brigade ter načelnik štaba 8. divizije.
Po vojni je končal šolanje na Višji vojaški akademiji JLA; bil je poveljnik divizije in mejne brigade. Upokojen je bil leta 1962.

## Odlikovanja
- red bratstva in enotnosti
- red zaslug za ljudstvo